# 2020年5月逝世人物列表
2020年逝世人物列表：1月 - 2月 - 3月 - 4月 - 5月 - 6月 - 7月 - 8月 - 9月 - 10月 - 11月 - 12月
2020年5月逝世人物列表，是用于汇总2020年5月期间逝世人物的列表。

## 依日期排序

### 31日
- 张文，31岁，中国室内五人制足球运动员，原国家队队员。[1]
- 陈晓龙，44岁，中国企业人物，圣象集团有限公司董事长兼总裁。[2]
- 仇晓光，60岁，中国话剧表演艺术家，北京人民艺术剧院一级演员。[3]
- 大西孝典（日语：大西孝典），64歲，日本政治人物，前眾議院議員。[4]
- 陳奕茂，70歲，馬來西亞羽球運動員。[5]
- 林华景，71岁，中国政治人物，广东省老区建设促进会常务副会长，中共广东省委组织部原副部长。[6]
- 达恩·范胡森（英语：Dan van Husen），75歲，德國導演，死於2019冠狀病毒病。[7]
- 克里斯托·弗拉基米羅夫·爪哇（英語：Christo Vladimirov Javacheff），84歲，保加利亞藝術家，極擅大型地景藝術，珍妮克勞德的丈夫。[8]
- 郑森初，91岁，中国抗日战争老兵，东江纵队老战士，原惠阳地区检察分院检察长。[9]
- 张兰厚，105岁，中国人民解放军开国大校，原福州军区后勤部副部长。[10]

### 30日
- 蒲池愛（日語：蒲池 愛），48歲，日本作曲家、鋼琴家。[11]
- 陈钢，64岁，中国演讲家，河海大学商学院MBA主讲教授。[12]
- 彦小追，65岁，中国电视剧导演，曾执导《天生胆小》《特殊使命》等。[13]
- 亚沃维·阿博伊博（法語：Yawovi Agboyibo），76岁，多哥政治人物，前总理（2006年－2007年）。[14]
- 古干，78岁，中国书法家，中国现代书画学会首任会长。[15]
- 王仁杰，78岁，中国剧作家，福建泉州戏剧研究所一级编剧。[16]
- 约瑟夫·格热夏克（波蘭語：Józef Grzesiak），79岁，波兰拳击运动员。[17]
- 武卯，80岁，越南政治人物，原国会办公厅主任、共青团中央第一书记。[18]
- 項守樑，84岁，中国政治人物，广西壮族自治区北海市人民政府原副市长。[19]
- 博比·莫罗（英語：Bobby Morrow），84岁，美国男子田径运动员。[20]
- 威兰·卡罗伊（匈牙利語：Wieland Károly），86岁，匈牙利皮划艇运动员。[21]
- 玛迪·梅普莱（法語：Mady Mesplé），89岁，法国女高音歌唱家。[22]
- 金容雲（韓語：김용운），92岁，韩国数学史家，漢陽大学名誉教授。[23]

### 29日
- 黎国如，64岁，中国人民解放军少将，原第二炮兵政治部副主任、解放军总政治部宣传部副部长。[24]
- 肖卓能，78岁，中国政治人物，开国大将肖劲光之子，李谷一丈夫。[25]
- 尤连·巴尔穆索夫（俄语：Балмусов, Юльен Сергеевич），79歲，俄羅斯導演，死於2019冠狀病毒病。[26]
- 罗纳德·约翰·约翰斯顿（英語：Ronald John Johnston），79岁，英国人文地理学家，英国社会科学院院士。[27]
- 凌启鸿，87岁，中国农学家，江苏省人大常委会原副主任。[28]
- 三野優美（日语：三野優美），89歲，日本政治人物，前眾議院議員。[29]
- 埃瓦尔多·戈维亚（英语：Evaldo Gouveia），91歲，巴西歌手、歌曲寫手，死於2019冠狀病毒病。[30]
- 阿卜杜勒-拉赫曼·优素菲（阿拉伯語：عبد الرحمن اليوسفي），96岁，摩洛哥政治人物，前首相（1998年－2002年）。[31]
- 渠吉堂，98岁，中国老红军。[32]

### 28日
- 高财庭，57岁，中国作家，白银日报社社长。[33]
- 陳慧玲，57歲，香港公关人物，前香港政務司司長陳方安生之女兒。[34]
- 克洛德·戈阿冈（英语：Claude Goasguen），75歲，法國政治人物，國民議會議員，死於2019冠狀病毒病。[35]
- 李養鎬（朝鲜语：이양호 (1937년)），82岁，韩国政治人物，国防部长（1994年－1996年）。[36]
- 胡忠泽，95岁，中国政治人物，原凉山教育学院党总支书记、副院长。[37]
- 盛毓南，97岁，中国企业人物，荣丰控股集团股份有限公司实控人。[38]
- 吕枝瑞，98岁，中国侨务工作者，原朝鲜华侨联合会委员长。[39]
- 周嵩峰，98岁，中国国际政治学者，中国人民大学国际关系学院离休教师、原科学社会主义系科学社会主义教研室党支部书记。[40]
- 衛清榮（荷兰语：Bob Weighton），112歲，英國籍世界最年長者（自2020年2月23日起）。死於癌症。[41]

### 27日
- 刘宇，38岁，中国男演员，作品《乡村爱情》第11部、第12部，突发心梗。[42]
- 鍾國艷，50歲，臺灣藝術工作者，曾參與《少年Pi的奇幻漂流》等電影的場景製作。[43]
- 邓传明，59岁，中国政治人物，海南省地方金融监督管理局一级巡视员兼机关党委书记。[44]
- 王康，70岁，中国民间学者，重庆陪都文化有限公司原董事长。[45]
- 伍源德，76岁，中国政治人物，原重庆市发展计划委员会副主任。[46]
- 谢邦宇，85岁，中国法学家，中国行为法学会首任会长。[47]
- 佩姬·波普（英语：Peggy Pope），91歲，美國演員，知名作品如電影《朝九晚五》（1980年）。[48]
- 李柱，98岁，中国政治人物，大连外国语学院原院长。[49]
- 金鳳煥（韓語：김봉환），99岁，韩国政治人物，前国会议员。[50]

### 26日
- 申瑞民，53岁，中国教育技术专家，上海交通大学网络教育学院原院长。[51]
- 梁潔華，59歲，香港藝人。[52]
- 弗拉基米尔·洛普欣（俄語：Владимир Лопухин），68歲，俄羅斯經濟學家、政治人物，前能源部長（1991年－1992年），死於2019冠狀病毒病。[53]
- 袁清林，76岁，中国科普作家，《中国农村科技》杂志社原社长。[54]
- 伊尔姆·赫尔曼（德語：Irm Hermann），77岁，德国女演员。[55]
- 萨姆韦尔·加斯帕罗夫（英语：Samvel Gasparov），81歲，俄羅斯導演，死於2019冠狀病毒病。[56]
- 王绍良，83岁，中国水利史专家，武汉大学教授。[57]
- 张守智，88岁，中国陶瓷艺术设计家，清华大学美术学院教授。[58]
- 普拉拉德·賈尼（英语：Prahlad Jani），90歲，印度瑜伽士。[59]
- 崔書勉（韓語：최서면），92岁，韩国历史学家，国際韓国研究院院長。[60]
- 亨利·博杜安（法語：Henri Baudouin），93岁，法国政治人物，前国民议会议员（1962年－1986年）、格朗维尔市长。[61]
- 程静远，94岁，中国邮电业人物，原上海市邮电管理局宣传处处长。[62]
- 米格尔·阿托拉·加列戈（西班牙語：Miguel Artola Gallego），96岁，西班牙历史学家。[63]
- 何鴻燊，98岁，港澳商人、慈善家，澳門旅遊娛樂創始人。死於腎衰竭。[64]

### 25日
- 乔治·弗洛伊德（英語：George Floyd），46岁，非裔美国人，死于警察暴力执法。[65]
- 邵强进，49岁，中国逻辑学家，复旦大学哲学学院教授。[66]
- 吳朋奉，55歲，台灣男演員，因出血性腦中風導致顱內出血逝世。[67][68][69]
- 郭允冲，67岁，中国政治人物，住房和城乡建设部原副部长、党组成员。[70]
- 张晓铁，67岁，中国企业人物，中国移动通信集团公司原副总经理。[71]
- 雷娜特·克勒斯纳（德語：Renate Krößner），75岁，德国女演员。[72]
- 刘其中，81岁，中国无线电通信专家，西安电子科技大学天线与电磁散射研究所原所长。[73]
- 吴永良，82岁，中国画家，中国美术学院教授。[74]
- 霍斯特·西塔（德語：Horst Sitta），84岁，德国语言学家，苏黎世大学教授。[75]
- 马塞利诺·坎帕纳尔（西班牙語：Marcelino Campanal），89岁，西班牙足球运动员。[76]
- 范昌武，90岁，中国新闻工作者，黑龙江日报社原副社长。[77]
- 张思学，90岁，中国政治人物，中共新疆维吾尔自治区委原副书记，新疆维吾尔自治区人大常委会原副主任。[78]
- 玄勝鍾（韓語：현승종），101岁，韩国政治人物，前国务总理（1992年－1993年）。[79]

### 24日
- 张左权，52岁，中国钢琴家，中央音乐学院教师。[80]
- 穆卡尔·乔尔蓬巴耶夫，70岁，吉尔吉斯斯坦政治人物，前最高议会议长（1995年－1996年），死于2019冠状病毒病。[81]
- 让-卢·达巴迪（法語：Jean-Loup Dabadie），81岁，法国作家、編劇，法兰西学术院院士。[82]
- 邢玉墀，83岁，中国政治人物，山东省济南市政协原副主席。[83]
- 阿蒂尔·德艾纳（法語：Arthur Dehaine），87岁，法国政治人物，前国民议会议员。[84]
- 陶德麟，88岁，中国马克思主义哲学家，武汉大学原校长（1992年－1996年）。[85]
- 侯赛因·艾哈迈德·坎朱（英语：Hussain Ahmad Kanjo），巴基斯坦政治人物，臨時科技部長（2002年－2007年），死於2019冠狀病毒病。[86]
- 莉莉·利昂（英语：Lily Lian），103歲，法國巴黎最後街頭歌手。[87]

### 23日
- 木村花（日語：木村 花），22歲，日本女子摔角手、演員。自殺。[88]
- 法布里斯·勒保罗（法語：Fabrice Lepaul），43岁，法国足球运动员，车祸。[89]
- 阿尔贝托·阿莱西那（義大利語：Alberto Alesina），63岁，意大利政治经济学家，哈佛大学经济系主任（2003年－2006年）。[90]
- 马连保，67岁，中国篮球运动员、教练员。[91]
- 毛德鼠，68岁，中国贸易工作者，中国旧协库存折扣商品专业委员会会长。[92]
- 龚达发，68岁，中国新闻工作者，人民日报社文艺部原主任。[93]
- 吉滕德拉·纳特·潘德（英语：Jitendra Nath Pande），78歲，印度醫生，死於2019冠狀病毒病。[94]
- 赵玉莲，83岁，中国食品科学与工程专家，原无锡轻工大学食品学院教授。[95]
- 龙显昭，85岁，中国历史学家，西华师范大学教授。[96]
- 杨思知，91岁，中国政治人物，原福建省农业厅副厅长。[97]

### 22日
- 薩拉·阿比德（英语：Zara Abid），28岁，巴基斯坦模特儿和演员，在巴基斯坦國際航空8303號班機空難中遇难。[98]
- 米利安·马达科维奇，38岁，塞尔维亚职业足球运动员，自杀。[99]
- 袁广泉，57岁，中国近代史学者，江苏师范大学外国语学院副教授。[100]
- 阿纳托利·马特维延科（俄語：Анатолий Матвиенко），67岁，乌克兰政治人物，前总统秘书处副秘书长（2005年－2006年），最高拉达议员。[101]
- 仇偉冠，73歲，香港賽車運動員。[102]
- 傑里·斯隆（英語：Jerry Sloan），78歲，美國職業籃球運動員及教練。死於柏金遜症及路易體認知障礙（英语：Lewy body dementia）。[103]
- 王世瑶，80岁，中国昆剧表演艺术家，原浙江昆剧团团长。[104]
- 朱炳德（韓語：주병덕），83岁，韩国政治人物，前忠清北道知事（1990年、1995年－1998年）。[105]
- 陈新理，85岁，中国演员、导演，河南豫剧院三团干部。[106]
- 刘龙，91岁，中国电影演员。[107]
- 安东尼奥·博内特·科雷亚（西班牙語：Antonio Bonet Correa），94岁，西班牙艺术史家，皇家聖費爾南多美術學院院长（2008年－2015年）。[108]
- 季福祥，97岁，中国神职人员，天主教苏州教区昆山小横塘天主堂本堂神父。[109]

### 21日
- 卢勇，48岁，中国政治人物，重庆市万州区区长。[110]
- 格哈德·施特拉克（德語：Gerd Strack），64岁，德国足球运动员。[111]
- 阿努尔夫·科尔斯塔（挪威語：Arnulf Kolstad），78岁，挪威社会心理学家，挪威科技大学教授。[112]
- 奥利弗·威廉姆森（英語：Oliver Williamson），87岁，美国经济学家，2009年诺贝尔经济学奖得主。[113]
- 陆祖德，89岁，中国政治人物，杭州市政协原主席。[114]
- 大衛·鮑森（英語：David Pawson），90岁，英國聖經學者。[115]
- 陆锡书，93岁，中国政治人物，原南京建筑工程学院党委书记。[116]
- 柳炳賢（英语：Lew Byong-hyun），95歲，大韓民國軍官、外交官，駐美國大使（1982年－1985年）。[117]
- 尤里·扎鲁金（俄語：Юрий Зарудин），96岁，俄罗斯二战老兵，苏联英雄。[118]
- 谢尔盖·克拉马连科（俄語：Сергей Крамаренко），97岁，苏联空军将领，苏联英雄。[119]

### 20日
- 张汉贤，46岁，香港本土主义者和社运人士。[120]
- 贺香红，51岁，中国化学与环境工程学者，江苏理工学院教授。[121]
- 冯华，53岁，中国运动医学专家，北京积水潭医院主任医师，北京大学教授。[122]
- 万卫星，62岁，中國空间物理学家，九三学社第十四届中央委员会委员、中国科学院院士、中科院地质与地球物理研究所研究员。[123]
- 馬志修，66岁，美国外交官，驻文莱大使（2019年起）。[124]
- 素拉蓬·多威差猜恭（英语：Surapong Tovichakchaikul），67歲，泰國政治人物，前副總理（2012年－2014年）、外交部長（2011年－2014年）。肝癌。[125]
- 沙欣·拉扎（英语：Shaheen Raza），69歲，巴基斯坦政治人物，死於2019冠狀病毒病。[126]
- 沃尔夫冈·贡克尔（德語：Wolfgang Gunkel），72岁，德国赛艇运动员。[127]
- 赛义德·法扎勒·阿迦（英语：Syed Fazal Agha），78歲，巴基斯坦政治人物，俾路支省省長（1999年），死於2019冠狀病毒病。[128]
- 吉安佛朗哥·泰伦齐（義大利語：Gianfranco Terenzi），79岁，圣马力诺政治人物，前执政官。[129]
- 刘文亮，80岁，中国相声表演艺术家。[130]
- 阿道夫·尼古拉斯（西班牙語：Adolfo Nicolás），84岁，西班牙籍罗马天主教修会耶稣会会士，第三十任总会长。[131]
- 塚本三郎（日語：塚本 三郎），93岁，日本政治人物，前众议院议员、民社黨中央執行委員長（1985年－1989年）。[132]
- 让·索雷尔（法語：Jean Saurel），95岁，法国教育工作者，巴黎第十三大学原校长（1971年－1973年）。[133]
- 李均仁，95岁，中国政治人物，原司法部劳改局局长。[134]

### 19日
- 斯泰西·米尔伯恩（英語：Stacey Milbern），33岁，美国残疾人权利活动家。[135]
- 拉維·撒迦利亞（英語：Ravi Zacharias），74岁，加拿大裔美国基督教护教者。[136]
- 彼得·戴（英語：Peter Day），81岁，英国化学家。[137]
- 松田昌士（日語：松田 昌士），84歲，日本企業家，曾任東日本旅客鐵道總經理（社長），死於肝癌。[138]
- 陶西平，85岁，中国教育家，联合国教科文组织世界联合会副主席。[139]
- 王江松，86岁，中国军事人物，原炮兵指挥学院政委。[140]
- 阿納基威治（英語：Anuszkiewicz），89岁，美国画家。[141]
- 杨庭芳，89岁，中国马克思主义哲学家，武汉大学哲学学院教授。[142]
- 周远廉，89岁，中国历史学家，中国社会科学院历史研究所研究员。[143]
- 肯·奈特英格爾（英语：Ken Nightingall），92岁，美國錄音師，曾參與《星際大戰》系列等電影。[144]
- 李光飞，94岁，中国军医，原武汉军区空军后勤部卫生处处长、空军东湖疗养院院长。[145]
- 陆建航，95岁，中国抗日战争老兵，云南省飞虎队研究会原副会长。[146]
- 安妮·格伦（英语：Annie Glenn），100歲，美國殘疾人活動家、慈善家，死於2019冠狀病毒病。[147]

### 18日
- 郭麗婷，40歲，香港人，前香港無線電視新聞部記者、港鐵公關經理。燒炭自殺。[148]
- 马尔科·埃尔斯纳，60岁，斯洛文尼亚足球运动员。[149]
- 加藤紀文（日語：加藤 紀文），71岁，日本政治人物，前参议院议员（1992年－2004年）。[150]
- 比尔·奥尔纳（英语：Bill Olner），78歲，英國政治人物，紐尼頓選區國會議員（1992年－2010年），死於2019冠狀病毒病。[151]
- 陳希煌，86歲，台灣政治人物，陳水扁政府時期任農委會主委。[152]
- 文森特·马隆（英语：Vincent Malone），88歲，英國天主教教士，天主教利物浦總教區輔理主教（1989年－2006年），死於2019冠狀病毒病。[153]

### 17日
- 杜伟，57歲，中國外交官、駐烏克蘭大使（2016年－2019年）、駐以色列大使（2020年2月起）。[154]
- 陈伟琳，65岁，中国汉语语言学家，信阳师范学院教授，信阳市政协副主席。[155]
- 阮次山，73岁，美籍华裔时事评论员。[156]
- 张晓斌，75岁，中国戏剧评论家、编剧。[157]
- 拉特纳卡·马特卡里（英语：Ratnakar Matkari），81歲，印度作家、電影製片人，死於2019冠狀病毒病。[158]
- 钱青，87岁，中国美国文学研究学者，北京外国语大学英语学院教授。[159]
- 赵国琳，87岁，中国政治人物，原河南省人民政府经济技术协作办公室主任。[160]
- 威尔逊·布拉加（英语：Wilson Braga），88歲，巴西政治人物，眾議院議員（1967年－1982年、1995年－2003年、2007年－2011年）、帕拉伊巴州州長（1983年－1987年），死於2019冠狀病毒病。[161]
- 黎德矩，90岁，中国政治人物，曾任广州市轻工业局局长、广州市摩托车集团公司董事长。[162]
- 柴正烁，93岁，中国政治人物，福建省人大常委会办公厅原副主任。[163]
- 姚瑞棠，98岁，香港护理事业活动家，香港护士会原会长。[164]

### 16日
- 费方域，71岁，中国金融学家，上海交通大学中国金融研究院副院长。[165]
- 雅克·克勒瓦西耶（法語：Jacques Crevoisier），72岁，法国足球运动员。[166]
- 胡利奥·安吉塔（西班牙語：Julio Anguita），78岁，西班牙政治人物，西班牙共产党总书记（1988年－1998年）。[167]
- 皮拉尔·佩利塞尔（英语：Pilar Pellicer），82歲，墨西哥女演員，死於2019冠狀病毒病。[168]
- 亨柴，82岁，柬埔寨政治人物，国民议会议员（2003年－2020年）[169]
- 司徒志文，87岁，中国大提琴演奏家，原中央乐团首席。[170]
- 莫妮克·梅屈尔（法語：Monique Mercure），89岁，加拿大女演员。[171]
- 梁锡东，90岁，中国军事人物，原沈阳军区炮兵政治部主任、赤峰守备区纪检委专职书记。[172]
- 严振东，94岁，中国政治人物，江西省鹰潭市政协原副主席、民盟市委原主委。[173]
- 鍾肇政，95歲，台灣作家，有「客家文學之母」之譽，代表作《魯冰花》、《望春風》、《台灣人三部曲》、《濁流三部曲》。[174]

### 15日
- 琳恩·薛爾頓（英语：Lynn Shelton），54歲，美國導演和製片人，死於血液病。[175]
- 扎米尔·扎伊努林，73岁，俄罗斯语言学家，喀山大学教授。[176]
- 克莱斯·博里斯特伦（英语：Claes Borgström），75歲，瑞典律師，政治人物，死於2019冠狀病毒病。[177]
- 叶永烈，79歲，中國科幻、科普及纪实文学作家，《十万个为什么》叢書的主要作者，代表作《黑影》、《“四人帮”兴亡》。[178]
- 李鵬飛，80歲，香港工業家和政治人物，自由黨創黨主席（1993年－1998年）、立法局首席議員（1988年－1991年）、行政局非官守議員（1985年－1992年）。[179]
- 马仲良，84岁，中国政治人物，原浙江省计划和经济委员会党组副书记兼纪委书记。[180]
- 佛朗哥·南奇（義大利語：Franco Nenci），85岁，意大利拳击运动员。[181]
- 佛莱德·威拉特（英語：Fred Willard），86歲，美國演員、編劇和喜劇演員。[182]
- 陈弘，96岁，中国翻译工作者，台盟中央原政策研究会委员，中央编译局译审。[183]
- 谢明德，97岁，中国军事人物，原解放军空军第29师司令部参谋长。[184]
- 王屏，101岁，中国政治人物，天津市人民政府外事办公室原主任。[185]

### 14日
- 赵征，73岁，中国广播电视工作者，湖北经视原台长。[186]
- 徐菊芳，80歲，台灣企業人物，亞洲水泥公司法人。[187]
- 米歇尔·苏普莱（法語：Michel Souplet），91岁，法国政治人物，前参议院议员（1983年－2001年）。[188]
- 邱铁铠，92岁，中国政治人物，山东省威海市政协原副主席，第七届、第八届全国人大代表。[189]
- 徐火根，95岁，中国政治人物，原绍兴市交通局局长。[190]
- 耿林森，96岁，中国政治人物，原苏州地区供销社副主任。[191]

### 13日
- 勝武士幹士（日语：勝武士幹士），28歲，日本大相撲力士，隶属于高田川部屋，死於2019冠狀病毒病。[192][193]
- 顾明亮，56岁，中国信息处理专家，九州职业技术学院党委书记、院长。[194]
- 吉雄（英语：Yoshio (singer)），70歲，墨西哥日本裔歌手，死於2019冠狀病毒病。[195]
- 里亚德·伊斯马特（英语：Riad Ismat），72歲，敘利亞作家、戲劇導演，文化部長（2010年－2012年），死於2019冠狀病毒病。[196]
- 井波律子（日语：井波律子），76歲，日本中國文學研究者，以《三國演義》、《水滸傳》翻譯聞名，家中摔倒。[197]
- 羅爾夫·霍赫胡特（德語：Rolf Hochhuth），89岁，德国剧作家。[198]
- 林象平，90岁，中国电子对抗技术专家，西安电子科技大学教授。[199]
- 冷玉元，93岁，中国政治人物，原杭州大学纪律检查委员会副书记。[200]
- 杨泽江，99岁，中国政治人物，原河北省顾问委员会主任。[201]
- 郑普堂，101岁，中国政治人物，原河南省建委副主任。[202]
- 安东尼·贝利（英語：Anthony Bailey），英国作家、艺术史学家。[203]

### 12日
- 莫里斯·胡德三世（英语：Morris Hood III），54歲，美國政治人物，密歇根州眾議員（2003年－2008年）、參議員（2011年－2018年），死於2019冠狀病毒病。[204]
- 贾辉，57岁，中国圆号演奏家，中国爱乐乐团首席。[205]
- 肖雄，58岁，中国当代美术家，曾任北京长征空间艺术总监。[206]
- 贺陵生，72岁，中国企业人物，开国上将贺炳炎次子，航源同创科技集团董事长。[207]
- 喬治秋山（日語：ジョージ秋山），77歲，日本漫畫家，代表作《守財奴》（銭ゲバ）。[208]
- 勒妮·克洛德（英语：Renée Claude），80歲，加拿大女演員、歌手，死於2019冠狀病毒病。[209]
- 阿斯特麗德·基爾赫（德語：Astrid Kirchherr），81歲，德國女性攝影家。[210]
- 勒內·科蒂（義大利語：Renato Corti），84岁，意大利天主教司铎级枢机，诺瓦拉教区主教（1990年－2011年）。[211]
- 蒋巽风，85岁，中国二胡演奏家，原中国音乐家协会二胡学会会长。[212]
- 西沙瓦·乔本潘，92岁，老挝政治人物，前國家副主席（1996年－1998年）、政府总理（1998年－2001年）。[213]
- 米歇尔·皮科利（法語：Michel Piccoli），94岁，法国演员，戛纳电影节最佳男主角得主。[214]
- 赵天月，100岁，中国军事人物，曾任江苏省镇江军分区司令部副参谋长。[215]

### 11日
- 朴志勳（韓語：박지훈），32歲，韓國男演員。[216]
- 康新宇，43岁，中国城市规划设计师，中国城市规划设计研究院历史文化名城研究所高级城市规划师。[217]
- 阿尔贝托·卡尔帕尼（英语：Alberto Carpani），64歲，義大利歌手，死於2019冠狀病毒病。[218]
- 奥列格·科瓦廖夫（俄語：Олег Ковалёв），71岁，俄罗斯政治人物，前梁赞州州长（2008年－2017年）。[219]
- 伊科·阿吉拉尔（西班牙語：Ico Aguilar），71岁，西班牙足球运动员。[220]
- 帕洛玛·科尔德罗（西班牙语：Paloma Cordero），82岁，墨西哥第一夫人（1982年－1988年）。[221]
- 刘叙华，83岁，中国计算机科学家，吉林大学教授。[222]
- 陈广元，87岁，中国宗教界人物，全国政协原常委，中国伊斯兰教协会原会长。[223]
- 于荫江，88岁，中国体育教师，南开大学体育部教授。[224]
- 周为民，89岁，中国政治人物，广西壮族自治区工商行政管理局原副局长。[225]
- ，92岁，美国喜剧演员。[226]
- 岳朝杰，98岁，中国政治人物，郑州市第九届人大常委会副主任。[227]
- 油宏熙，99岁，中国抗日战争老兵。[228]

### 10日
- 貝蒂·萊特（英语：Betty Wright），66歲，美國黑人靈魂樂女歌手。死於癌症。[229]
- 佐科·桑托索（英语：Djoko Santoso），67岁，印尼军事人物，前國民軍司令。[230]
- 哈里·瓦苏德万（英语：Hari Vasudevan），68歲，印度歷史學家，死於2019冠狀病毒病。[231]
- 塞尔吉奥·圣安纳（英语：Sérgio Sant'Anna），78歲，巴西作家，死於2019冠狀病毒病。[232]
- 刘景龙，80岁，中国文物保护专家，原龙门石窟研究所所长。[233]
- 戴维·科雷亚（英语：David Corrêa），82歲，巴西歌曲寫手，死於2019冠狀病毒病。[234]
- 冯象玉，98岁，中国国防工业人物，原核工业西南物理研究院党委书记。[235]

### 9日
- 孙泽慧，51岁，中国手工皮革行业人物，雅安金步文化发展有限公司董事长，国家非物质文化遗产传承人。[236]
- 王南斌，60岁，中国诗人，福建省泉州市永春县作协原主席。[237]
- 權在珍（韓語：권재진），66岁，韩国政治人物，前法务部长（2011年－2013年）。[238]
- 卡洛斯·若泽（英语：Carlos José），85歲，巴西歌曲寫手，死於2019冠狀病毒病。[239]
- 郑权，86岁，中国运筹学家，上海大学数学系教授。[240]
- 约翰尼·麦卡锡（英語：Johnny McCarthy），86岁，美国篮球运动员。[241]
- 小理查德（英語：Little Richard），87歲，美國創作歌手、搖滾音樂人。[242]
- 亚伯拉罕·帕拉特尼克（英语：Abraham Palatnik），92歲，巴西藝術家、投資家，死於2019冠狀病毒病。[243]
- 马定中，93岁，中国历史学家，原中南财经大学马克思主义学院教授。[244]
- 麦梅翘，93岁，中国古汉语语法学家，中国社会科学院语言研究所副研究员。[245]

### 8日
- 莫伊塞斯·埃斯卡米利亚（西班牙語：Moisés Escamilla），45岁，墨西哥罪犯，集团成员，死於2019冠狀病毒病。[246]
- 李刚，61岁，中国教育工作者，南京信息工程大学原党委副书记。[247]
- 文森特·安德烈·戈梅斯（英语：Vicente André Gomes），68歲，巴西政治人物、醫生、眾議院議員（1995年－1999年），死於2019冠狀病毒病。.[248]
- 罗文，70歲，香港邵氏兄弟電影公司导演，死於心臟衰竭。[249]
- 孙稼麟，73岁，中国中学高级教师，华东师范大学第一附属中学原校长。[250]
- 季米特里斯·克雷马斯蒂诺斯（英语：Dimitris Kremastinos），78歲，希臘政治人物、醫生、議會議員（2000年－2004年、2009年－2019年）、衛生部長（1993年－1996年），死於2019冠狀病毒病。[251]
- 王端庆，88岁，中国政治人物，原华东冶金学院院长。[252]
- 张梅溪，98岁，中国书画家、儿童文学作家，黄永玉之妻。[253]
- 梁生玉，98岁，中国人民解放军上校，辽沈战役钢八连连长。[254]

### 7日
- 泰（英语：Ty (rapper)），47歲，英國饒舌歌手，死於2019冠狀病毒病的并发症。[255]
- 安东尼奥·冈萨雷斯·帕切科（英语：Antonio González Pacheco），73歲，西班牙警察，死於2019冠狀病毒病。[256]
- 黛西·卢西迪（英语：Daisy Lúcidi），90歲，巴西演員，死於2019冠狀病毒病。[257]
- 叶易，95岁，中国老红军，原江苏省激光研究所副所长。[258]
- 朱寶玉，98歲，中国河南省天主教南陽教區主教（2002年－2010年）。[259]

### 6日
- 胡国运，55岁，中国司法界人物，江西省高级人民法院二级高级法官。[260]
- 萊絲莉·波普（英语：Leslie Pope），65歲，美國置景人員（英语：Set decorator）。[261]
- 布萊恩·浩威（英语：Brian Howe (singer)），66歲，英國搖滾樂歌手。70年代搖滾樂隊「Bad Company」前主音。死於心臟病。[262]
- 艾力赛（西班牙語：José Pedro Sebastián de Erice），77岁，西班牙外交官，前驻华大使（2003年－2006年）。[263]
- 松田利之（日语：松田利之），79岁，日本企业人物，原小田急電鐵社长。[264]
- 李德焕，88岁，中国教育工作者，原华中理工大学党委书记。[265]
- 张学理，95岁，中国政治人物，杭州市政协原副主席。[266]

### 5日
- 金·舒特（英语：Kiing Shooter），24歲，美國饒舌歌手，死於2019冠狀病毒病。[267]
- 西罗·佩索阿（英语：Ciro Pessoa），62歲，巴西歌曲寫手，死於2019冠狀病毒病。[268]
- 叶夫根尼·米克林（俄語：Евгений Микрин），64岁，俄罗斯力学及控制工程专家，国家载人航天项目总设计师，死于2019冠状病毒病。[269]
- 甜豌豆阿特金森（英语：Sweet Pea Atkinson），74歲，美國搖滾歌手、流行搖滾組合「Was（Not Was）」主音。心臟病。[270]
- 魯德義，76歲，香港資深舞台佈景製作人，魯氏美術製作有限公司創辦人。[271]
- 扬·哈尔瓦松（瑞典語：Jan Halvarsson），77岁，瑞典越野滑雪运动员。[272]
- 厉申儿，78岁，中国医生，江苏省人民医院原放射科科主任、主任医师。[273]
- 胡华成，78岁，中国呼吸科医师，苏州大学附属第二医院教授。[274]
- 付宪武，87岁，中国政治人物，黑龙江省人民政府驻京办事处原主任。[275]
- 歐陽漪棻，90歲，中華民國空軍上校，以在1956年721馬祖空戰中擊落2架中國人民解放軍空軍米格-17聞名，並獲頒青天白日勳章。[276][277]
- 田春，98岁，中国政治人物，原温江地区林业局局长。[278]

### 4日
- 瑪麗亞公主（Princess Maria Galitzine），31歲，奧地利公主，哈布斯堡王朝與奧匈帝國末代皇帝卡爾一世的曾外孫女。死於心臟動脈瘤破裂。[279]
- 李晖，43岁，中国雕塑家。[280]
- 德拉甘·武契奇（英语：Dragan Vučić），65歲，北馬其頓作曲家、歌手，死於2019冠狀病毒病。[281]
- 阿尔迪尔布兰克（英语：Aldir Blanc），73歲，巴西歌曲寫手，死於2019冠狀病毒病。[282]
- 张维元，85岁，中国病理学家，原贵阳医学院院长。[283]
- 王長安，91岁，中国篮球裁判，上海体育学院教师。[284]
- 赵东宛，94岁，中国政治人物，原人事部部长。[285]
- 周勋，95岁，中国政治人物，杭州市第四届政协副秘书长。[286]

### 3日
- 厄梅尔·德恩盖洛奥卢（英语：Ömer Döngeloğlu），52歲，土耳其作家，死於2019冠狀病毒病。[287]
- 穆罕默德·本·奥马尔（英语：Mohamed Ben Omar），55歲，政治人物，就业、劳动和社保部长（2017年－2020年）、前國民議會副議長（2009年－2010年、2011年－2016年），死於2019冠狀病毒病。[288]
- 戴夫·格林菲尔德（英语：Dave Greenfield），71歲，英國鍵盤手，死於2019冠狀病毒病。[289]
- 罗世祺，82岁，中国神经外科医生，原北京天坛医院神经外科副主任，首都医科大学教授。[290]
- 张曼茹，83岁，中国舞蹈家，胡松华之妻。[291]
- 梅原郁（日語：梅原 郁），86岁，日本中国史学家，京都大学名誉教授。[292]
- ，91岁，中国理论化学家，厦门大学化学化工学院教授，中国科学院化学部院士。[293]
- 张世琦，93岁，中国政治人物，原赣州地区行政公署副专员。[294]
- 罗伊·莱斯特（英语：Roy Lester），96歲，美國足球教練，死於2019冠狀病毒病。[295]

### 2日
- 刘冰，37岁，新加坡籍美國華裔冠狀病毒研究者，死於槍殺。[296]
- 戴名清，52岁，中国旅游业人物，张家界旅游集团股份有限公司原董事长，坠亡。[297]
- 野間美由紀（日語：野間 美由紀），59岁，日本女漫畫家，代表作《偵探遊戲》系列。[298]
- 阿贾伊·库马尔·特里帕蒂（英语：Ajay Kumar Tripathi），62歲，印度法官，死於2019冠狀病毒病。[299]
- 金孝錫（朝鲜语：김효석 (1949년)），70岁，韩国政治人物，前国会议员（2000年－2012年）。[300]
- 阿拉·亚尔·安萨里（英语：Allah Yar Ansari），77歲，巴基斯坦政治人物，死於2019冠狀病毒病。[301]
- 何介钧，80岁，中国考古学家，湖南省考古研究所原所长。[302]
- 吉姆·克罗斯（英语：Jim Cross (ice hockey coach)），82歲，美國冰球運動員、教練，死於2019冠狀病毒病。[303]
- 丹尼尔·S·肯普（英語：Daniel S. Kemp），83歲，美國有機化學家，死於2019冠狀病毒病。[304]
- 李旦初，85岁，中国诗人、文艺评论家，山西大学原副校长。[305]
- 梁淑芬，86岁，中国政治人物，湖北省人大常委会原副主任。[306]
- 约翰·奥格尔维（英语：John Ogilvie (footballer)），91歲，英國蘇格蘭足球運動員，死於2019冠狀病毒病。[307]
- 许若苇，102岁，中国军医，原第一军医大学副校长。[308]
- 马子安，102岁，中国人民解放军开国大校，云南省军区原政治委员。[309]

### 1日
- 木藤聰子（日語：木藤 聡子），58歲，日本女配音員。[310]
- 丁海遠（韓語：정해원），60歲，大韓民國足球運動員，死於肝癌。[311]
- 阿非利加·洛伦特·卡斯蒂略（英语：África Lorente Castillo），65歲，西班牙政治人物、活動家，加泰罗尼亚议会議員（1984年－1988年），死於2019冠狀病毒病。[312]
- 南希·史塔克·史密斯（英語：Nancy Stark Smith），68岁，美国舞蹈家。[313]
- 奥古斯丁·马希加（英語：Augustine Mahiga），74岁，坦桑尼亚外交官、政治人物，前外交部长（2015年－2019年）。[314]
- 费尔南多·桑多瓦尔（英语：Fernando Sandoval），77歲，巴西水球運動員，死於2019冠狀病毒病。[315]
- 郭礼和，80岁，中国分子生物学家，原中国科学院上海细胞生物学研究所所长。[316]
- 喬治亞斯·扎伊米斯（希臘語：Γιωργος Ζαΐμης），82岁，希腊帆船运动员。[317]
- 陈受钧，85岁，中国气象学家，北京大学物理学院教授。[318]
- 刘江，95岁，中国大陆原八一电影制片厂演员，《闪闪的红星》的胡汉三、《西游记》的阎罗王、《地道战》的汤司令等角色的扮演者。[319]
- 王勇善，98岁，中国政治人物，原四川省万县地委书记、行署副专员。[320]
- 吞丁，99岁，缅甸政治人物，前总理（1988年）。[321]